# Meconopsis dhwojii
Meconopsis dhwojii är en vallmoväxtart som beskrevs av George Taylor och Hay. Meconopsis dhwojii ingår i släktet bergvallmor, och familjen vallmoväxter. Inga underarter finns listade i Catalogue of Life.